# Слупца
Слу́пца (пол. Słupca) — місто в західній Польщі.

## Демографія
Демографічна структура станом на 31 березня 2011 року:
|          | Загалом | Допрацездатний вік | Працездатний вік | Постпрацездатний вік |
| -------- | ------- | ------------------ | ---------------- | -------------------- |
| Чоловіки | 6894    | 1331               | 4912             | 651                  |
| Жінки    | 7362    | 1169               | 4610             | 1583                 |
| Разом    | 14256   | 2500               | 9522             | 2234                 |